# Copa LFPB 30 años
La Copa LFPB 30 años fue un torneo de pretemporada organizado por la Liga del Fútbol Profesional Boliviano durante el invierno boliviano, por lo cual también se denomina Torneo de Invierno. Este torneo sirvió como preparación para los torneos que disputaran los equipos durante la Temporada 2014/15. El Campeón del torneo fue Oriente Petrolero.

## Formato
El sistema de competición es eliminatorio con duelos de ida y vuelta, en caso de igualdad de puntos, se ejecutarán tiros desde el punto penal. En las Fechas 1 y 2 se realizan los clásicos regionales, donde emergen 6 ganadores y 2 mejores perdedores para formar las llaves de cuartos de final (Fechas 3 y 4), posteriormente se juegan las semifinales, la final y la finalísima. El campeón de este Torneo se llevará 80.000 $us y el subcampeón 40.000 $us, ambos premios entregados por la L.F.P.B.

## Equipos participantes y estadios
Participan 12 clubes; 10 de Primera División y 2 de Segunda División, esto debido a que en el momento de la realización de la convocatoria del Torneo, Aurora y Guabirá aún eran equipos de Primera División.
| Entidad | Entidad                                                           | Ciudad                  | Estadio                 | Capacidad |
| ------- | ----------------------------------------------------------------- | ----------------------- | ----------------------- | --------- |
|         | Bolívar Administración e Inversiones y Servicios Asociados S.R.L. | La Paz                  | Hernando Siles          | 42.000    |
|         | Club Atlético Nacional Potosí                                     | Potosí                  | Víctor Agustín Ugarte   | 31.000    |
|         | Club Deportivo Aurora                                             | Cochabamba              | Félix Capriles          | 32.000    |
|         | Club Deportivo Guabirá                                            | Montero                 | Gilberto Parada         | 18.000    |
|         | Club Deportivo Jorge Wilstermann                                  | Cochabamba              | Félix Capriles          | 32.000    |
|         | Club Deportivo Oriente Petrolero                                  | Santa Cruz de la Sierra | Ramón Tahuichi Aguilera | 38.000    |
|         | Club Deportivo San José de Oruro                                  | Oruro                   | Jesús Bermúdez          | 32.000    |
|         | Club Real Potosí                                                  | Potosí                  | Víctor Agustín Ugarte   | 31.000    |
|         | Club Social, Cultural y Deportivo Blooming                        | Santa Cruz de la Sierra | Ramón Tahuichi Aguilera | 38.000    |
|         | Club The Strongest                                                | La Paz                  | Hernando Siles          | 42.000    |
|         | Club Universitario San Francisco Xavier                           | Sucre                   | Olímpico Patria         | 30.000    |
|         | Sport Boys Warnes                                                 | Warnes                  | Samuel Vaca             | 10.000    |

### Cupos por departamento
| Departamento | Cantidad | Equipo            |
| ------------ | -------- | ----------------- |
| Santa Cruz   | 4        | Oriente Petrolero |
| Santa Cruz   | 4        | Blooming          |
| Santa Cruz   | 4        | Guabirá           |
| Santa Cruz   | 4        | Sport Boys        |
| Cochabamba   | 2        | Aurora            |
| Cochabamba   | 2        | Wilstermann       |
| La Paz       | 2        | The Strongest     |
| La Paz       | 2        | Bolívar           |
| Potosí       | 2        | Real Potosí       |
| Potosí       | 2        | Nacional Potosí   |
| Chuquisaca   | 1        | Universitario     |
| Oruro        | 1        | San José          |

## Cuadro
|  | Clásicos            | Clásicos              | Clásicos            |             |   | Cuartos de final     | Cuartos de final     | Cuartos de final     |  |  | Semifinales          | Semifinales          | Semifinales          |  |  | Final               | Final               | Final               |
|  | Del 9-jul al 14-jul | Del 9-jul al 14-jul   | Del 9-jul al 14-jul |             |   | Del 16-jul al 20-jul | Del 16-jul al 20-jul | Del 16-jul al 20-jul |  |  | Del 23-jul al 27-jul | Del 23-jul al 27-jul | Del 23-jul al 27-jul |  |  | Del 31-jul al 3-ago | Del 31-jul al 3-ago | Del 31-jul al 3-ago |
|  |                     |                       |                     |             |   |                      |                      |                      |  |  |                      |                      |                      |  |  |                     |                     |                     |
|  |                     |                       |                     |             |   |                      |                      |                      |  |  |                      |                      |                      |  |  |                     |                     |                     |
|  |                     |                       |                     |             |   |                      |                      |                      |  |  |                      |                      |                      |  |  |                     |                     |                     |
|  | Bolívar             | 2                     | 1 (5)               |             |   |                      |                      |                      |  |  |                      |                      |                      |  |  |                     |                     |                     |
|  | Bolívar             | 2                     | 1 (5)               |             |   |                      |                      |                      |  |  |                      |                      |                      |  |  |                     |                     |                     |
|  | The Strongest (p)   | 0                     | 2 (6)               |             |   |                      |                      |                      |  |  |                      |                      |                      |  |  |                     |                     |                     |
|  | The Strongest (p)   | 0                     | 2 (6)               | Real Potosí | 0 | 0                    |                      |                      |  |  |                      |                      |                      |  |  |                     |                     |                     |
|  |                     |                       |                     |             | 0 | 0                    |                      |                      |  |  |                      |                      |                      |  |  |                     |                     |                     |
|  |                     | The Strongest         | 1                   | 1           |   |                      |                      |                      |  |  |                      |                      |                      |  |  |                     |                     |                     |
|  | Real Potosí         | The Strongest         | 1                   | 1           | 1 | 1                    |                      |                      |  |  |                      |                      |                      |  |  |                     |                     |                     |
|  | Real Potosí         |                       |                     |             | 1 | 1                    |                      |                      |  |  |                      |                      |                      |  |  |                     |                     |                     |
|  | Nacional Potosí     | 1                     | 0                   |             |   |                      |                      |                      |  |  |                      |                      |                      |  |  |                     |                     |                     |
|  | Nacional Potosí     | 1                     | 0                   | Wilstermann | 1 | 2                    |                      |                      |  |  |                      |                      |                      |  |  |                     |                     |                     |
|  |                     |                       |                     |             | 1 | 2                    |                      |                      |  |  |                      |                      |                      |  |  |                     |                     |                     |
|  |                     | The Strongest         | 0                   | 2           |   |                      |                      |                      |  |  |                      |                      |                      |  |  |                     |                     |                     |
|  | Aurora              | The Strongest         | 0                   | 2           | 1 | 1                    |                      |                      |  |  |                      |                      |                      |  |  |                     |                     |                     |
|  | Aurora              |                       |                     |             | 1 | 1                    |                      |                      |  |  |                      |                      |                      |  |  |                     |                     |                     |
|  | Wilstermann         | 2                     | 3                   |             |   |                      |                      |                      |  |  |                      |                      |                      |  |  |                     |                     |                     |
|  | Wilstermann         | 2                     | 3                   | Wilstermann | 1 | 5                    |                      |                      |  |  |                      |                      |                      |  |  |                     |                     |                     |
|  |                     |                       |                     |             | 1 | 5                    |                      |                      |  |  |                      |                      |                      |  |  |                     |                     |                     |
|  |                     | Universitario         | 1                   | 1           |   |                      |                      |                      |  |  |                      |                      |                      |  |  |                     |                     |                     |
|  | San José            | Universitario         | 1                   | 1           | 1 | 4 (2)                |                      |                      |  |  |                      |                      |                      |  |  |                     |                     |                     |
|  | San José            |                       |                     |             | 1 | 4 (2)                |                      |                      |  |  |                      |                      |                      |  |  |                     |                     |                     |
|  | Universitario (p)   | 2                     | 0 (4)               |             |   |                      |                      |                      |  |  |                      |                      |                      |  |  |                     |                     |                     |
|  | Universitario (p)   | 2                     | 0 (4)               | Wilstermann | 0 | 0 (3)                |                      |                      |  |  |                      |                      |                      |  |  |                     |                     |                     |
|  |                     |                       |                     |             | 0 | 0 (3)                |                      |                      |  |  |                      |                      |                      |  |  |                     |                     |                     |
|  |                     | Oriente Petrolero (p) | 0                   | 0 (5)       |   |                      |                      |                      |  |  |                      |                      |                      |  |  |                     |                     |                     |
|  | Sport Boys          | Oriente Petrolero (p) | 0                   | 0 (5)       | 1 | 2                    |                      |                      |  |  |                      |                      |                      |  |  |                     |                     |                     |
|  | Sport Boys          |                       |                     |             | 1 | 2                    |                      |                      |  |  |                      |                      |                      |  |  |                     |                     |                     |
|  | Guabirá             | 1                     | 0                   |             |   |                      |                      |                      |  |  |                      |                      |                      |  |  |                     |                     |                     |
|  | Guabirá             | 1                     | 0                   | Sport Boys  | 1 | 0                    |                      |                      |  |  |                      |                      |                      |  |  |                     |                     |                     |
|  |                     |                       |                     |             | 1 | 0                    |                      |                      |  |  |                      |                      |                      |  |  |                     |                     |                     |
|  |                     | Oriente Petrolero     | 2                   | 1           |   |                      |                      |                      |  |  |                      |                      |                      |  |  |                     |                     |                     |
|  | Oriente Petrolero   | Oriente Petrolero     | 2                   | 1           | 1 | 2                    |                      |                      |  |  |                      |                      |                      |  |  |                     |                     |                     |
|  | Oriente Petrolero   |                       |                     |             | 1 | 2                    |                      |                      |  |  |                      |                      |                      |  |  |                     |                     |                     |
|  | Blooming            | 1                     | 0                   |             |   |                      |                      |                      |  |  |                      |                      |                      |  |  |                     |                     |                     |
|  | Blooming            | 1                     | 0                   | Bolívar     | 0 | 0                    |                      |                      |  |  |                      |                      |                      |  |  |                     |                     |                     |
|  |                     |                       |                     |             | 0 | 0                    |                      |                      |  |  |                      |                      |                      |  |  |                     |                     |                     |
|  |                     | Oriente Petrolero     | 0                   | 1           |   |                      |                      |                      |  |  |                      |                      |                      |  |  |                     |                     |                     |
|  |                     |                       |                     | 1           |   |                      |                      |                      |  |  |                      |                      |                      |  |  |                     |                     |                     |
|  |                     |                       |                     |             |   |                      |                      |                      |  |  |                      |                      |                      |  |  |                     |                     |                     |
|  | Mejor Perdedor 1    |                       |                     |             |   |                      |                      |                      |  |  |                      |                      |                      |  |  |                     |                     |                     |
|  |                     | Bolívar               | 1                   | 4           |   |                      |                      |                      |  |  |                      |                      |                      |  |  |                     |                     |                     |
|  |                     |                       |                     |             |   |                      |                      |                      |  |  |                      |                      |                      |  |  |                     |                     |                     |
|  |                     | San José              | 0                   | 0           |   |                      |                      |                      |  |  |                      |                      |                      |  |  |                     |                     |                     |
|  | Mejor Perdedor 2    | San José              | 0                   | 0           |   |                      |                      |                      |  |  |                      |                      |                      |  |  |                     |                     |                     |
|  |                     |                       |                     |             |   |                      |                      |                      |  |  |                      |                      |                      |  |  |                     |                     |                     |
|  |                     |                       |                     |             |   |                      |                      |                      |  |  |                      |                      |                      |  |  |                     |                     |                     |

- Nota: En cada llave, el equipo ubicado en la primera línea es el que ejerce la localía en el partido de vuelta.

### Primera fase

#### Ida
| 9 de julio de 2014, 20:00 | The Strongest | 0:2 (0:2) | Bolívar                    | Estadio Hernando Siles, La Paz |  |
|                           |               |           | Saavedra 20' · Tenorio 76' |                                |  |

| 9 de julio de 2014, 20:00 | Nacional Potosí | 1:1 (0:0) | Real Potosí | Estadio Víctor Agustín Ugarte, Potosí |  |
|                           | Choque 50'      |           | Huallpa 83' |                                       |  |

| 9 de julio de 2014, 20:00 | Wilstermann          | 2:1 (1:0) | Aurora    | Estadio Felix Capriles, Cochabamba |  |
|                           | Bravo 14' · Díaz 84' |           | Arnez 81' |                                    |  |

| 9 de julio de 2014, 20:00 | Universitario de Sucre     | 2:1 (0:0) | San José   | Estadio Olímpico Patria, Sucre |  |
|                           | Mosca 62' · Palavicini 80' |           | Robles 48' |                                |  |

| 9 de julio de 2014, 20:00 | Guabirá     | 1:1 (0:1) | Sport Boys          | Estadio Gilberto Parada, Montero |  |
|                           | Ozinaga 75' |           | Centurión e. c. 39' |                                  |  |

| 10 de julio de 2014, 20:00 | Blooming | 1:1 (1:1) | Oriente Petrolero | Estadio Ramón Tahuichi Aguilera, Santa Cruz |  |
|                            | Pinto 9' |           | Vargas 35'        |                                             |  |

#### Vuelta
| 11 de julio de 2014, 15:00 | Sport Boys                 | 2:0 (1:0) | Guabirá | Estadio Samuel Vaca, Warnes |  |
|                            | Gonzaga 24' · Fabbiani 84' |           |         |                             |  |

| 11 de julio de 2014, 15:30 | San José                                        | 4:0 (0:0) (2:4 p.)         | Universitario de Sucre                | Estadio Olímpico Patria, Sucre |  |
|                            | Suárez 55' · Muñoz 63' · Lampe 73' · Zábala 88' |                            |                                       |                                |  |
|                            |                                                 | Tiros desde el punto penal |                                       |                                |  |
|                            | Gutiérrez · Zabala · Parada · Juárez            |                            | Bejarano · Rivero · Saucedo · Cuellar |                                |  |

| 11 de julio de 2014, 20:00 | Aurora   | 1:3 (1:0) | Wilstermann                          | Estadio Felix Capriles, Cochabamba |  |
|                            | Lima 44' |           | Bravo 46' · Andaveris 70' · Díaz 90' |                                    |  |

| 12 de julio de 2014, 11:00 | Real Potosí | 1:0 (1:0) | Nacional Potosí | Estadio Víctor Agustín Ugarte, Potosí |  |
|                            | Blanco 2'   |           |                 |                                       |  |

| 14 de julio de 2014, 20:00 | Bolívar                                                | 1:2 (1:1) (5:6 p.)         | The Strongest                                    | Estadio Hernando Siles, La Paz |  |
|                            | Gutierrez 14'                                          |                            | Escobar 45' · Ramallo 82'                        |                                |  |
|                            |                                                        | Tiros desde el punto penal |                                                  |                                |  |
|                            | Tenorio · Álvarez · Cardozo · Cabrera · Eguino · Rodas |                            | Escobar · Martelli · Paz · Ríos · Vaca · Ramallo |                                |  |

| 14 de julio de 2014, 20:00 | Oriente Petrolero      | 2:0 (1:0) | Blooming | Estadio Ramón Tahuichi Aguilera, Santa Cruz |  |
|                            | García 1' · Meleán 77' |           |          |                                             |  |

### Cuartos de final

#### Ida
| 16 de julio de 2014, 20:00 | Universitario de Sucre | 1:1 (0:0) | Wilstermann | Estadio Olímpico Patria, Sucre |  |
|                            | Ojeda 78'              |           | Díaz 64'    |                                |  |

| 17 de julio de 2014, 20:00 | The Strongest | 1:0 (0:0) | Real Potosí | Estadio Hernando Siles, La Paz |  |
|                            | Ramallo 71'   |           |             |                                |  |

| 17 de julio de 2014, 20:00 | San José | 0:1 (0:1) | Bolívar    | Estadio Jesús Bermúdez, Oruro |  |
|                            |          |           | Maygua 12' |                               |  |

| 18 de julio de 2014, 20:00 | Oriente Petrolero    | 2:1 (2:0) | Sport Boys  | Estadio Ramón Tahuichi Aguilera, Santa Cruz |  |
|                            | Vargas 9' · Peña 45' |           | Ovejero 64' |                                             |  |

#### Vuelta
| 20 de julio de 2014, 15:30 | Real Potosí | 0:1 (0:1) | The Strongest | Estadio Víctor Agustín Ugarte, Potosí |  |
|                            |             |           | Melgar 22'    |                                       |  |

| 20 de julio de 2014, 15:30 | Bolívar                                           | 4:0 (2:0) | San José | Estadio Hernando Siles, La Paz |  |
|                            | Arce 31' · Callejón 44' · Tenorio 56' · Rodas 86' |           |          |                                |  |

| 20 de julio de 2014, 16:00 | Wilstermann                                                        | 5:1 (2:0) | Universitario de Sucre | Estadio Felix Capriles, Cochabamba |  |
|                            | Robles e. c. 33' · Bravo 35' · Díaz 57' · Neumann 70' · Vargas 87' |           | Palavicini 89'         |                                    |  |

| 20 de julio de 2014, 19:00 | Sport Boys | 0:1 (0:1) | Oriente Petrolero | Estadio Ramón Tahuichi Aguilera, Santa Cruz |  |
|                            |            |           | Vargas            |                                             |  |

### Semifinales
| 24 de julio de 2014, 20:00 | The Strongest | 0:1 (0:1) | Wilstermann     | Estadio Hernando Siles, La Paz |  |
|                            |               |           | Checa e. c. 41' |                                |  |

| 24 de julio de 2014, 21:18 | Oriente Petrolero | 0:0 | Bolívar | Estadio Ramón Tahuichi Aguilera, Santa Cruz |  |

| 27 de julio de 2014, 12:00 | Bolívar | 0:1 (0:0) | Oriente Petrolero | Estadio Hernando Siles, La Paz |  |
|                            |         |           | Azogue 74'        |                                |  |

| 27 de julio de 2014, 16:00 | Wilstermann              | 2:2 (0:1) | The Strongest            | Estadio Felix Capriles, Cochabamba |  |
|                            | Díaz 60' · Neumann 90+2' |           | Escobar 36' · Melgar 49' |                                    |  |

### Final

#### Ida
| 31 de julio de 2014, 20:30 | Oriente Petrolero | 0:0 | Wilstermann | Estadio Ramón Tahuichi Aguilera, Santa Cruz |  |

#### Vuelta
| 3 de agosto de 2014, 16:00 | Wilstermann                       | 0:0 (3:5 p.)               | Oriente Petrolero                           | Estadio Félix Capriles, Cochabamba |  |
|                            |                                   | Tiros desde el punto penal |                                             |                                    |  |
|                            | Neumann · Díaz · Vargas · Zenteno |                            | Cuesta · Saucedo · Brau · Bejarano · Raldes |                                    |  |

### Campeón
| Campeón de la Copa LFPB Oriente Petrolero 1º título |

## Goleadores
| Jugador              | Jugador        | Goles | Equipo            |
| -------------------- | -------------- | ----- | ----------------- |
| Bandera de Bolivia   | Óscar Díaz     | 4     | Wilstermann       |
| Bandera de Argentina | Alexis Bravo   | 3     | Wilstermann       |
| Bandera de Bolivia   | Rodrigo Vargas | 3     | Oriente Petrolero |